# Albert Sybrandus Keverling Buisman
Albert Sybrandus Keverling Buisman, genannt Keverling Buisman, (* 2. November 1890 in Hardinxveld; † 20. Februar 1944 in Bandung) war ein niederländischer Bauingenieur für Geotechnik. Buisman gilt als Begründer der wissenschaftlichen Geotechnik in den Niederlanden.

## Leben
Keverling Buisman studierte an der Technischen Hochschule Delft, wo er 1912 als Bester seines Jahrgangs sein Diplom als Bauingenieur erwarb. 1914 ging er für das später HBG (Hollandsche Beton Groep) genannte Bauunternehmen nach Niederländisch-Indien, wo er auch an Grundbau-Aufgaben arbeitete. Nach der Rückkehr wurde er 1919 Professor an der TU Delft. Nach dem katastrophalen Eisenbahnunglück bei Weesp am 13. September 1918 nach einer Böschungsrutschung, hervorgerufen (wie die Untersuchungskommission unter C. Lelys feststellte) durch den Anstieg des Grundwassers nach andauernden Regenfällen, wurde in den Niederlanden die Forschung in der Bodenmechanik gefördert, der sich Buisman zu der Zeit zuwandte.

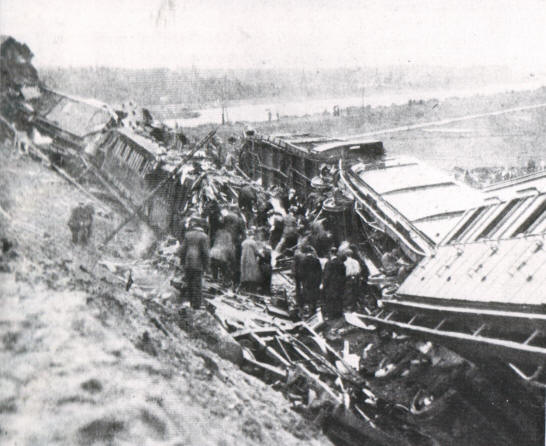
Eisenbahnunglück in Weesp 1918, Geburtsstunde der niederländischen Bodenmechanik

Mit seinem Kollegen Gerrit Hendrik van Mourik Broekman (1875–1948, Wasserbau-Professor in Delft) war er 1934 der Gründer des Grundbaulabors (Laboratorium voor Grondmechanica) in Delft (später GeoDelft und heute im Institut Deltares der Universitäten Delft und Utrecht aufgegangen). Der erste große Auftrag des Grundbauinstituts waren gleich nach der Gründung die Voruntersuchungen für den Maastunnel bei Rotterdam, der 1942 eröffnet wurde.
Am Grundbauinstitut entwickelte er Feld- und Labor-Messverfahren und Probeentnahmegeräte für die Bodenmechanik, unter anderem ein frühes Triaxialgerät (Celapparat, auch Dutch Cell Test genannt). Am Grundbaulabor in Delft wurde die von P. Barentsen 1931 erfundene Drucksondierung in den 1930er Jahren weiterentwickelt und erprobt. Ein Problem war, bei den Drucksondierungen die notwendige Reaktionskraft aufzubringen, was damals durch Verankerungen im Boden gelöst wurde.
Buisman untersuchte die Stabilität von Böschungen und Deichen (darüber trug er auf der ersten Tagung der Internationalen Gesellschaft für Grundbau und Bodenmechanik 1936 in Cambridge mit van Mourik Broekman vor) und über das Konsolidierungs- und Kriechsetzungsverhalten von Tonböden (worüber posthum sein Aufsatz auf der 2. Internationalen Tagung 1948 in Rotterdam erschien, Long duration settlement tests). Er befasste sich auch mit der Druckverteilung im Boden unter Fundamenten, wobei es zu Diskussionen mit Otto Karl Fröhlich kam, der zeitweise beratender Ingenieur in den Niederlanden war, bevor er in Wien der Nachfolger von Karl von Terzaghi wurde.
1939 reiste Buisman nach Niederländisch-Indien. Infolge des Kriegsausbruchs konnte er nicht zurückkehren. So musste er von dort aus die Herausgabe seines Lehrbuchs der Bodenmechanik überwachen. Anfang 1942 wurde Niederländisch-Indien von japanischen Truppen besetzt. Buisman wurde von den Japanern 1943 interniert. Er starb 1944 in einem japanischen Internierungslager. 

## Schriften
- Grondmechanica, 1940.